# Vair-sur-Loire
Vair-sur-Loire é uma comuna francesa na região administrativa do País do Loire, no departamento de Loire-Atlantique. Estende-se por uma área de 51.73 km². Em 2010 a comuna tinha 4 822 habitantes (densidade: 93,2 hab./km²).
Foi criada em 1 de janeiro de 2016, a partir da fusão das antigas comunas de Saint-Herblon e Anetz.